# Alain Chabat
Pour les articles homonymes, voir Chabat.
Alain Chabat est un acteur, réalisateur, scénariste, producteur, humoriste et animateur de télévision français, né le 24 novembre 1958 à Oran (alors en Algérie française).
Révélé sur Canal+ en tant que membre du groupe comique Les Nuls, il devient ensuite une des figures de la comédie dans le cinéma français.
Comme acteur, il s'impose avec plusieurs succès, principalement dans le registre comique. Outre ses propres films, il joue notamment dans La Cité de la peur (1994), Gazon maudit (1995), Le Goût des autres (2001), Chouchou (2003), Ils se marièrent et eurent beaucoup d'enfants (2004), Prête-moi ta main (2006), La Personne aux deux personnes (2008), Les Gamins (2013) ou encore Incroyable mais vrai (2022).
Bien que spécialisé dans la comédie, il joue aussi dans des films dramatiques comme Le Cousin (1997) ou L'Amour ouf (2024). Il tourne également à deux reprises sous la direction de Michel Gondry : La Science des rêves (2006) et L'Écume des jours (2013). Il tient aussi des petits rôles dans deux grosses productions : La Nuit au musée 2 (2009) et Valérian et la Cité des mille planètes (2017). Plus rarement présent dans des fictions télévisées, il apparaît par exemple dans les séries Kaamelott (2007) et En place (2024).
Nommé trois fois au César du meilleur acteur et deux fois au César du meilleur acteur dans un second rôle, il remporte ce dernier en 2025 pour L'Amour ouf.
Par ailleurs, il s'impose comme un scénariste et réalisateur comique de premier plan : d'abord avec Didier (1997), lauréat du César du meilleur premier film en 1998, puis l'immense succès commercial Astérix et Obélix : Mission Cléopâtre (2002), qui réalise un des meilleurs résultats de l'histoire du box-office français. À la suite de l'échec de RRRrrrr!!! (2004), il se fait plus rare. Il signe par la suite deux films plutôt destinés à un jeune public : Sur la piste du Marsupilami (2012) et Santa et Cie (2017). Il retrouve par la suite le monde de la bande dessinée en réalisant la mini-série d'animation 3D Astérix et Obélix : Le Combat des chefs (2025) pour Netflix.
Pour la télévision, il développe la série d'animation Avez-vous déjà vu..? (2006) — dont il assure aussi les voix — et surtout crée, produit et anime le jeu télévisé Burger Quiz qui, après une première saison diffusée par Canal+ en 2001, revient sur TMC entre 2018 et 2020. Il anime également un late-night show en 2022 sur TF1, Le Late avec Alain Chabat.

## Biographie

### Jeunesse et débuts radiophoniques
Alain Chabat est issu d'une famille juive tochavim et pied-noir. Son grand-père, Benjamin Chabat, est bijoutier et mobilisé durant la Grande Guerre. Son père, Maurice Chabat, est né en 1918 à Oran et mort en 2010. Il épouse en 1941 Renée Bittoun, née en 1918 à Oran et morte en 2012. 
Il est le benjamin d’une fratrie de trois garçons. Sa famille part pour la métropole en 1963 et s'installe à Morsang-sur-Orge dans l'Essonne. La famille occupe un logement de fonction, car sa mère est institutrice.
Ayant vécu à Bobigny, comme le dessinateur Albert Uderzo, il souhaite devenir dessinateur de BD, ou faire carrière comme chanteur de rock.
Il commence par dessiner des BD, et publie notamment une planche dans Antirouille. Plus tard en 1996, il écrit le scénario d'un album de RanXerox, remplaçant Stefano Tamburini, avec son ami Liberatore.
À partir de 1980, il fait ses débuts radiophoniques sur les ondes de Radio Andorre et France Inter, où il fournit des piges pour l'émission l'Oreille en coin. Il devient animateur sur RMC au début de la saison 1981-1982. Il présente d'abord l'émission Rock Story (avec Dick Rivers) du lundi au vendredi de 21 heures à 22 h 30, ainsi que l'émission Hit-Parade de 15 heures à 18 h 30 au cours de l'été 1981, puis, lourde modification de la grille oblige, quelques mois plus tard, il opère de 17 heures à 19 heures dans Chabat, Le Gonzo. Le Gonzo est ensuite programmé de 19 h 15 à 21 heures du lundi au vendredi en 1982-1983 puis en 1983-1984. C'est sur RMC qu'il rencontre Pierre Lescure en 1981, qui lui propose trois ans plus tard de le rejoindre pour travailler sur une nouvelle chaîne de télévision : Canal+.

### Révélation télévisuelle et débuts au cinéma (1984-1996)
Alain Chabat débute à la météo dès le lancement de Canal+[source insuffisante] et coanime avec Stéphane Sirkis (du groupe Indochine) cinq mois plus tard 4C+, une émission quotidienne en direct, avec jeux, clips, sketches et invités.
À la même période, il anime Prochainement sur Canal +, émission hebdomadaire, en compagnie de Daniel Toscan du Plantier, ainsi qu'une revue de presse dans l'émission Zénith présentée par Michel Denisot. Parallèlement à ses émissions sur Canal+, il anime Ricard Passion, série d’émissions de variétés musicale, produites et réalisées par Jean-Michel Steward, et diffusées sur un réseau de cent cinquante stations.
En 1987, Alain Chabat forme un quatuor d'humoristes, Les Nuls, avec Chantal Lauby, Bruno Carette et Dominique Farrugia sur Canal+. C'est Philippe Gildas, qui lors d'un lancement, leur attribue ce nom parce qu'ils n'en trouvent pas. Chabat anime alors des séquences comiques dans le feuilleton spatial Objectif : Nul ou dans l'émission Nulle part ailleurs, dont un faux journal, le JTN. Ce concept de faux journal est repris pour l'émission à sketches diffusée en direct le samedi soir sur Canal +, Les Nuls, l'émission, sous le titre Les Nuls, l'Édition (qu'ils prononcent édi-tion).
Ce succès télévisuel les amène à leur premier film, en 1994. La Cité de la peur, d'Alain Berberian est un succès et lance Chabat parmi les acteurs à suivre. Il confirme dès l'année suivante avec une autre comédie, Gazon maudit, où il joue un père de famille inquiet de voir sa femme, interprétée par Victoria Abril, être attirée par une autre femme, jouée par Josiane Balasko, qui signe là sa quatrième réalisation. Sa performance lui vaut une nomination au César 1996 du meilleur acteur.

### Confirmation d'acteur et passage à la réalisation (1999-2001)

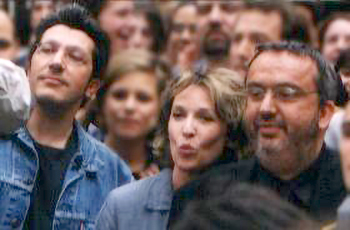
En 1999, avec deux de ses compères des Nuls, lors de la dernière de La Grosse Émission.

Alain Chabat accompagne ensuite les débuts de réalisateur d'un autre comédien issu des Nuls, son compère Dominique Farrugia, qui lui confie un second rôle dans la comédie romantique Delphine 1, Yvan 0.
En 1997, c'est lui qui passe pour la première fois derrière la caméra. Il écrit et réalise la comédie décalée Didier, dont il joue aussi le rôle-titre, qui est celui d'un chien devenu un homme. Cet essai est couronné par un succès critique et commercial. Il lui vaut surtout le César 1998 de la meilleure première œuvre, et une seconde nomination au César du meilleur acteur.
Il continue à choisir avec attention ses projets. Toujours en 1997, il partage avec Patrick Timsit l'affiche du film policier Le Cousin, d'Alain Corneau, qui donne l'occasion aux deux acteurs d'explorer un registre plus sombre et dramatique. Il se contente ensuite d'un petit rôle dans Mes amis (1998), de l'ancien de Canal+ Michel Hazanavicius, puis fait son retour à la télévision en fin d'année, d'abord sur la chaîne câblée Comédie !, en animant en novembre et décembre 1998 La Grosse Émission, avant de faire son grand retour sur Canal+, en étant le maître de cérémonie de la vingt-cinquième cérémonie des César du cinéma, le 19 février 2000. Cette même année, il fait partie du casting choral réuni par Agnès Jaoui pour la comédie dramatique Le Goût des autres, acclamée par la critique. Son interprétation est saluée par une nomination du César du meilleur acteur dans un second rôle.
En 2001, il est le producteur et animateur de Burger Quiz, jeu aux questions loufoques auxquelles doivent répondre deux candidats entourés de célébrités, dans un décor de restaurant rapide. L'émission lui permet de mettre à contribution une flopée de valeurs sûres ou montantes de la comédie française.

### Scénariste/réalisateur populaire (2001-2004)

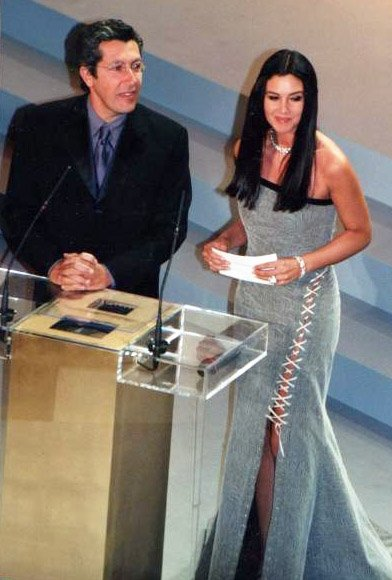
Alain Chabat et Monica Bellucci aux Césars 2001.

En 2002 sort Astérix et Obélix : Mission Cléopâtre, une production pharaonique, lui permettant d'adapter le classique de la bande dessinée (presque) homonyme de René Goscinny et d'Albert Uderzo, de diriger la quasi-totalité des révélations comiques de Canal +, menée par Jamel Debbouze en compagnie d'Édouard Baer, et de prêter ses traits à un Jules César décidé à défier sa compagne Cléopâtre, interprétée par Monica Bellucci. Cette comédie d'aventures est un énorme succès critique et commercial, réunissant 14 millions de spectateurs dans les salles françaises, connaissant également un certain succès à l'étranger, remportant le Prix du cinéma européen 2001.
Il prête sa voix au héros de la version française du blockbuster d'animation Shrek, d'Andrew Adamson. Il poursuivra son travail pour les trois autres opus de la franchise, qui sortiront durant la décennie qui s'ouvre.
Comme acteur, il s'essaie à un registre plus comico-tragique : en 2003, il partage en effet l'affiche de la comédie dramatique Chouchou, de Merzak Allouache, avec Gad Elmaleh, puis en 2004, il évolue dans Ils se marièrent et eurent beaucoup d'enfants, aux côtés de Yvan Attal, Charlotte Gainsbourg et Emmanuelle Seigner. Il s'agit aussi du second long-métrage d'Attal en tant que scénariste-réalisateur.

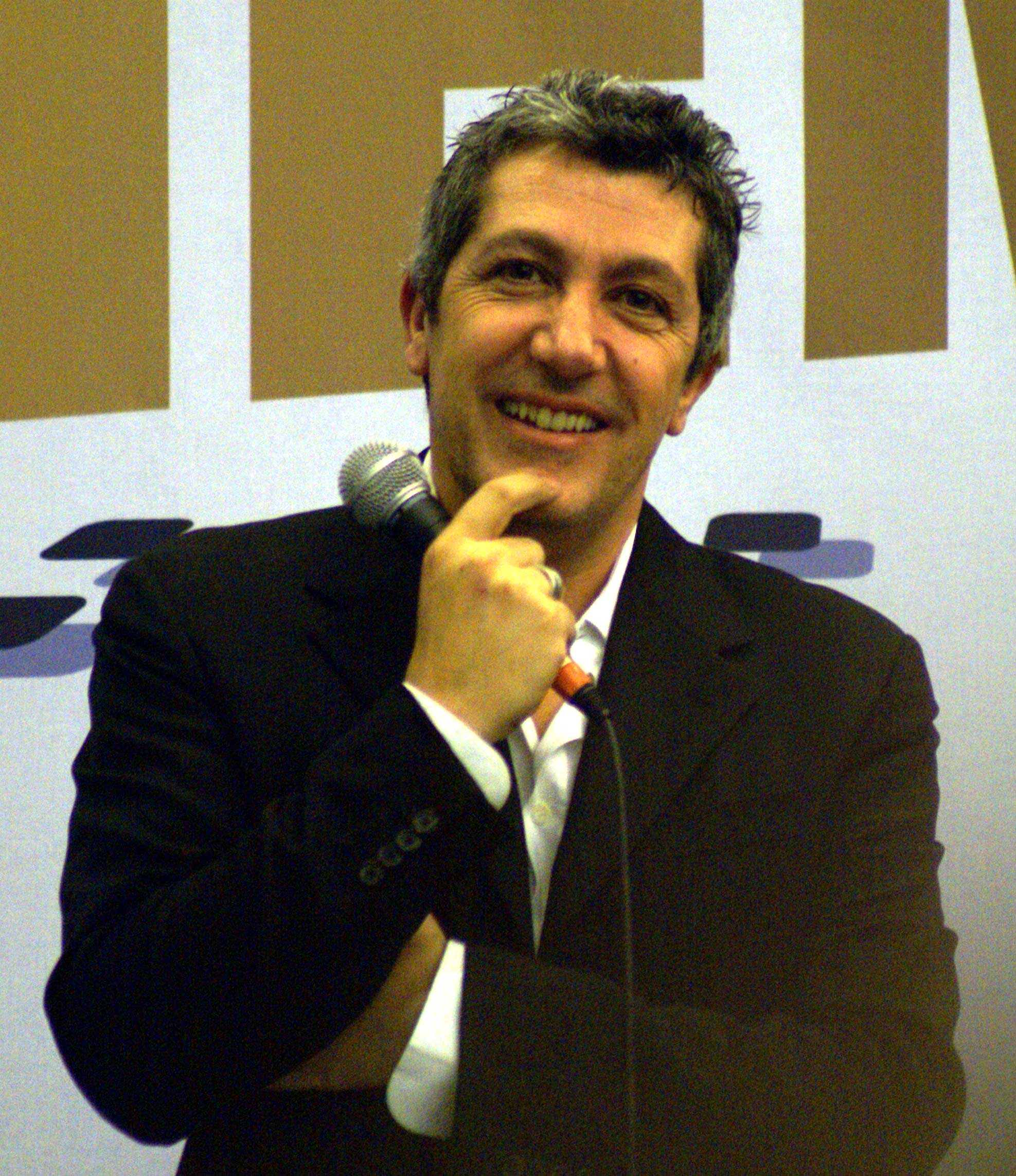
Alain Chabat lors du Salon du Cinéma en 2006.

La même année, il revient avec sa troisième réalisation : la comédie potache RRRrrrr!!!, qu'il réalise et co-écrit avec la troupe comique les Robins des Bois, révélés sur Canal +. Sa compagne de l'époque, la chanteuse Ophélie Winter, participe quant à elle à la bande originale. Mais cette fois, il essuie le premier échec critique, et commercial, de sa carrière. Si le long-métrage parvient tout de même à réunir 1,5 million de spectateurs, l'accueil de la presse est particulièrement mauvais. Le film bénéficie cependant de plusieurs diffusions à la télévision, lui permettant de maintenir une certaine notoriété.

### Acteur de comédies (2004-2009)

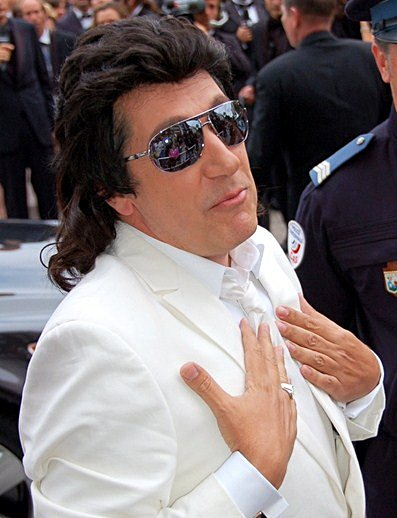
Alain Chabat au festival de Cannes 2008 portant le costume de Gilles Gabriel, son personnage dans le film La Personne aux deux personnes.

Il se contente dès lors de jouer les acteurs : en 2004 et 2005, il participe à deux réalisations de Maurice Barthélémy : le décalé Casablanca Driver, et en jouant le rôle titre du moyen-métrage Papa, où il livre une performance mélancolique remarquée. Parallèlement, il décide de parrainer le collectif Devoirs de Mémoires.
En 2006, Michel Gondry lui confie un rôle dans son troisième long-métrage, La Science des rêves. Il y retrouve Charlotte Gainsbourg, mais aussi Miou-Miou et Emma de Caunes. C'est le comédien mexicain Gael García Bernal qui tient le rôle principal. C'est dans un autre film avec Charlotte Gainsbourg qu'il renoue vraiment avec un succès populaire : la comédie romantique Prête-moi ta main d'Éric Lartigau lui permet de former avec l'actrice un couple de cinéma improbable et décalé, et de décrocher une nomination au César 2007 du meilleur acteur.
Il enchaîne avec le long métrage expérimental La Personne aux deux personnes en 2008, écrit et réalisé par un tandem révélé par Canal +, Nicolas & Bruno, film qui ne brille guère au box office. Chabat sort parallèlement un clip supposément interprété par Gilles Gabriel, le chanteur volontairement kitch dont il tient le rôle dans le film. Puis, il retrouve Claude Berri pour son dernier film, Trésor, une comédie de couple avec Mathilde Seigner. La même année, il tient l'un des seconds rôles de la grosse production hollywoodienne La Nuit au musée 2, portée par Ben Stiller. Il y livre une interprétation décalée de Napoléon.

### Retour à la réalisation et tête d'affiche (2011-2017)
En 2012 sort son second essai hollywoodien, la comédie Mille mots avec Eddie Murphy, qu'il coproduit, et où il tient un second rôle. Le film, tentative d'une percée à Hollywood en tant que producteur, est cependant un flop, et passe inaperçu en France.
L'acteur revient cependant à la fin de l'année avec Sur la piste du Marsupilami, un film qui marque son grand retour à la réalisation. Cette quatrième comédie lui permet d'adapter un autre classique de la bande dessinée franco-belge, et d'interpréter le rôle principal. Il y retrouve notamment Jamel Debbouze et Patrick Timsit, et combine de nouveau succès critique et commercial, avec plus de 5 millions d'entrées.
L'année 2013 est marquée par la sortie de trois films très différents : il tient l'un des rôles principaux (en compagnie de Gérard Depardieu et Édouard Baer) de la comédie potache Turf, de Fabien Onteniente, un flop critique et commercial ; tient un rôle secondaire dans l'ambitieux L'Écume des jours, de Michel Gondry, où il joue Jules Gouffé, un succès critique qui s'exporte à l'international malgré des chiffres plutôt médiocres au box-office ; et enfin partage l'affiche du succès critique Les Gamins, d'Anthony Marciano, où il joue les pères de famille en pleine régression, aux côtés de Max Boublil.
En 2014, Alain Chabat est choisi par Luc Besson pour parrainer la troisième promotion de l'École de la Cité, devenant ainsi, après Dominique Farrugia, le second membre de Les Nuls à intervenir à l'école en tant que parrain[source secondaire souhaitée].
En 2015, il revient en tête d'affiche de la comédie expérimentale Réalité, écrite et réalisée par Quentin Dupieux.
En décembre 2017, Alain Chabat revient à la fois devant et derrière la caméra pour le film Santa et Cie, dans lequel il campe le père Noël qui se voit obligé de venir sur la Terre pour soigner ses lutins. Le film est accueilli en demi teinte, avec deux millions d'entrées environ, score minimal pour espérer sa rentabilité, alors que le lancement du film laisse espérer bien davantage.

### Retour à la télévision (depuis 2018)

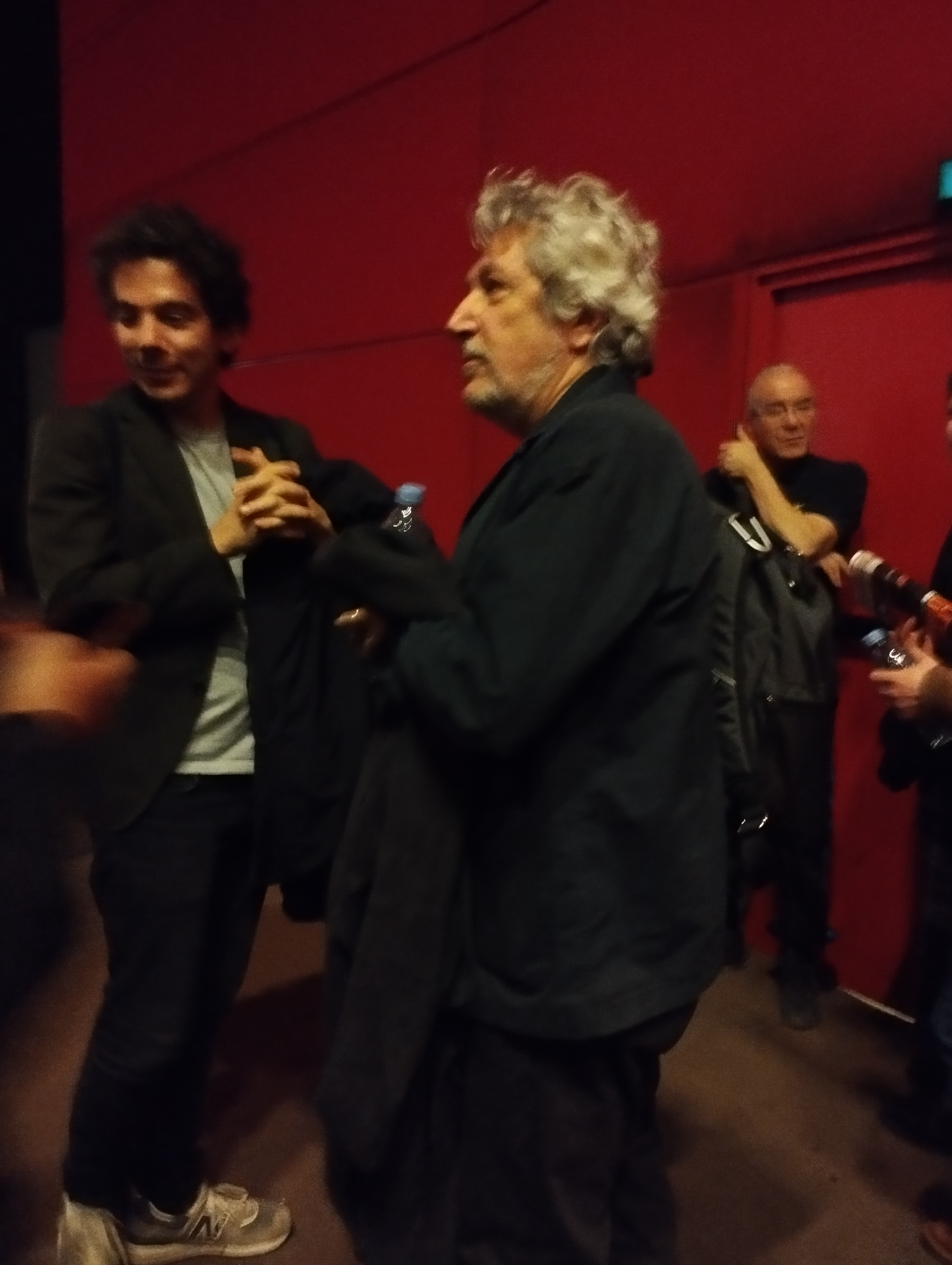
Alain Chabat au MK2 Bibliothèque en mars 2023.

À partir du 25 avril 2018, Alain Chabat revient à la télévision, en présentant, dix-sept ans après sa première saison, une nouvelle série de son émission Burger Quiz sur TMC mais avec des plages hebdomadaires. Ce retour est un succès puisque le 25 avril, premier soir de la diffusion de trois épisodes en première partie de soirée, la chaîne est en tête sur la TNT avec près de deux millions de téléspectateurs.
Il cesse d'animer le programme au terme de la deuxième saison, composée de quarante émissions diffusées jusqu'à la fin de l'année 2018. Pour la saison suivante, plusieurs célébrités le remplaceront à tour de rôle. Alain Chabat revient ponctuellement en tant que candidat, mais se consacre surtout au tournage d'un nouveau film, une comédie romantique tournée à Séoul dont la sortie a lieu en février 2020, intitulée #iamhere, sous la direction d'Éric Lartigau. Il y a pour partenaire l'actrice sud-coréenne Bae Doona.
Le 10 septembre 2022, Alain Chabat anime l'émission Questions pour un Streamer sur Twitch avec le streameur Étoiles dans le cadre du Z Event, remplaçant Samuel Étienne qui avait animé les deux premières éditions de ce jeu inspiré de son émission Questions pour un Champion. Sous-titrée Burger édition, l'émission reprend cette fois-ci des mécaniques et des manches inspirées de Burger Quiz, à l'instar du Sel ou Poivre ou du Burger de la Mort,.
Le 16 septembre 2022, une vidéo diffusée sur les réseaux sociaux annonce l'arrivée d'Alain Chabat aux commandes d'un late-show diffusé quotidiennement à 23 heures sur TF1 sans préciser de date de diffusion,. Cette émission simplement intitulée Le Late avec Alain Chabat, composée de dix épisodes, est diffusée durant la Coupe du monde de football, à partir du 21 novembre 2022.
En octobre 2022, il prête sa voix au scénariste René Goscinny dans le film d'animation Le Petit Nicolas : Qu'est-ce qu'on attend pour être heureux ?. Durant cette période, il retrouve Quentin Dupieux dans le film Fumer fait tousser, présenté en avant-première en « séance de minuit » au festival de Cannes 2022. Dans ce film s'inspirant des séries sentai, mettant en scène des super-héros japonais, l'acteur prête sa voix à un rat qui est le chef du groupe de justiciers nommé la Tabac Force, constitué d'Anais Demoustier Gilles Lellouche, Vincent Lacoste, Jean-Pascal Zadi et Oulaya Amamra.
Le 30 avril 2025, il revient à la réalisation avec la mini-série d'animation 3D Astérix et Obélix : Le Combat des chefs, adaptation de la bande dessinée du même nom, septième aventure d'Astérix publiée en 1963. La série est co-réalisée par Fabrice Joubert et diffusée sur Netflix. Chabat prête de plus sa voix aux personnages d'Astérix, Agecanonix et l'arbitre Touinepix.

### Vie privée
Alain Chabat est père de quatre enfants, Lucie, Louise, Max et Nell, nés respectivement en 1986, 1988, 1993 et 1998. Alain Chabat a fait jouer Max enfant dans Didier et Astérix et Obélix : Mission Cléopâtre. Max est ensuite devenu l'un des auteurs des questions de la deuxième saison du Burger Quiz. Louise est devenue comédienne ; elle a joué dans plusieurs films dont deux réalisés par son père, Sur la piste du Marsupilami et Santa et Cie, et deux où son père joue également un rôle, La Personne aux deux personnes et Les Gamins. Lucie a été stagiaire assistante réalisateur sur le film Prête-moi ta main dans lequel joue son père. Le 12 juin 2019, il célèbre son mariage avec Tiara Comte au Domaine de Capelongue, domaine du chef doublement étoilé Édouard Loubet à Bonnieux dans le Luberon.

## Collaborateurs réguliers
|                              | Didier (1997) | Astérix et Obélix : Mission Cléopâtre (2002) | RRRrrrr (2004) | Sur la piste du Marsupilami (2012) | Santa et Cie (2017) | Astérix et Obélix : Le Combat des chefs (2025) |
| ---------------------------- | ------------- | -------------------------------------------- | -------------- | ---------------------------------- | ------------------- | ---------------------------------------------- |
| Chantal Lauby                | ✔️            | ✔️                                           |                | ✔️                                 |                     | ✔️                                             |
| Gérard Darmon                | ✔️            | ✔️                                           |                |                                    |                     | ✔️                                             |
| Claude Berri                 | ✔️            | ✔️                                           |                |                                    |                     |                                                |
| Dieudonné                    | ✔️            | ✔️                                           |                |                                    |                     |                                                |
| Dominique Besnehard          | ✔️            | ✔️                                           |                |                                    |                     |                                                |
| Dominique Farrugia           | ✔️            |                                              | ✔️             |                                    |                     |                                                |
| Fred Testot                  |               | ✔️                                           |                | ✔️                                 |                     | ✔️                                             |
| Jamel Debbouze               |               | ✔️                                           |                | ✔️                                 |                     | ✔️                                             |
| Gérard Depardieu             |               | ✔️                                           | ✔️             |                                    |                     |                                                |
| Monica Bellucci              |               | ✔️                                           |                |                                    |                     |                                                |
| Jean-Paul Rouve              |               | ✔️                                           | ✔️             |                                    |                     |                                                |
| Jean-Pierre Bacri            | ✔️            | ✔️                                           |                |                                    | ✔️                  |                                                |
| Marina Foïs                  |               | ✔️                                           | ✔️             |                                    |                     |                                                |
| Maurice Barthélemy           |               | ✔️                                           | ✔️             |                                    |                     | ✔️                                             |
| Pascal Vincent               |               | ✔️                                           | ✔️             |                                    |                     |                                                |
| Patrick Timsit               |               |                                              |                | ✔️                                 | ✔️                  |                                                |
| Géraldine Nakache            |               |                                              |                | ✔️                                 |                     | ✔️                                             |
| Pierre-François Martin-Laval |               | ✔️                                           | ✔️             |                                    |                     |                                                |
| Zinedine Soualem             | ✔️            | ✔️                                           |                | ✔️                                 |                     |                                                |
| Pio Marmaï                   |               |                                              |                |                                    | ✔️                  | ✔️                                             |
| David Marsais                |               |                                              |                |                                    | ✔️                  | ✔️                                             |
| Grégoire Ludig               |               |                                              |                |                                    | ✔️                  | ✔️                                             |

## Filmographie
Sauf indication contraire, les informations mentionnées dans cette section peuvent être confirmées par les bases de données cinématographiques IMDb et Allociné,  présentes dans la section « Liens externes ».

### Acteur

#### Cinéma

##### Longs métrages
Contrairement à une rumeur récurrente, Alain Chabat dément avoir joué dans le film Série noire (1979) d'Alain Corneau, parlant d'un acteur qui lui ressemble,.
- 1990 : Baby Blood d'Alain Robak : le passant poignardé
- 1991 : Les Secrets professionnels du docteur Apfelglück d'Alessandro Capone, Stéphane Clavier, Mathias Ledoux, Thierry Lhermitte et Hervé Palud : Gérard Martinez
- 1994 : À la folie de Diane Kurys : Thomas
- 1994 : Parano d'Anita Assal, Alain Robak, Manuel Flèche, John Hudson et Yann Piquer : le pilote
- 1994 : La Cité de la peur d'Alain Berberian : Serge Karamazov / Youri (dans Red is Dead) / Jacques, journaliste TV
- 1995 : Gazon maudit de Josiane Balasko : Laurent Lafaye
- 1996 : Delphine 1, Yvan 0 de Dominique Farrugia : Pierre Krief
- 1996 : Beaumarchais, l'insolent d'Édouard Molinaro : le courtisan à Versailles
- 1997 : Didier de lui-même : Didier
- 1997 : Le Cousin d'Alain Corneau : Gérard Delvaux
- 1998 : Mes amis de Michel Hazanavicius : Étienne
- 1999 : Trafic d'influence de Dominique Farrugia : le curé
- 1999 : La Débandade de Claude Berri : le Spécialiste
- 2000 : Le Goût des autres d'Agnès Jaoui : Bruno Deschamps
- 2001 : L'Art (délicat) de la séduction de Richard Berry : Maître Zen
- 2002 : Astérix et Obélix : Mission Cléopâtre de lui-même : Jules César
- 2003 : Chouchou de Merzak Allouache : Stanislas de la Tour-Maubourg
- 2003 : Laisse tes mains sur mes hanches de Chantal Lauby : Bernard, le metteur en scène
- 2003 : Mais qui a tué Pamela Rose ? d'Éric Lartigau : Peter Mc Gray
- 2003 : Les Clefs de bagnole de Laurent Baffie : le vendeur de chiens
- 2004 : Ils se marièrent et eurent beaucoup d'enfants d'Yvan Attal : Georges
- 2004 : RRRrrrr!!! de lui-même : Pierre le guérissologue
- 2004 : Casablanca Driver de Maurice Barthélémy : Dr Brenson
- 2005 : Papa de Maurice Barthélémy : Papa
- 2006 : La Science des rêves de Michel Gondry : Guy
- 2006 : Prête-moi ta main d'Éric Lartigau : Luis Costa
- 2007 : Garage Babes (vidéo) : voix-off / le Cacou (voix)
- 2008 : 15 ans et demi de Thomas Sorriaux et François Desagnat : Norbert
- 2008 : La Personne aux deux personnes de Nicolas et Bruno : Gilles Gabriel
- 2008 : Un monde à nous de Frédéric Balekdjian : le professeur d'anglais
- 2009 : La Nuit au musée 2 (Night at the Museum 2 - Battle of the Smithsonian) de Shawn Levy : Napoléon
- 2009 : Trésor de Claude Berri et François Dupeyron : Jean-Pierre
- 2009 : Le Siffleur de Philippe Lefebvre : le contrôleur des impôts
- 2011 : La Guerre des boutons de Yann Samuell : le maitre d'école
- 2012 : Mille mots (A Thousand Words) de Brian Robbins : Christian Léger de la Touffe
- 2012 : Sur la piste du Marsupilami de lui-même : Dan Geraldo
- 2013 : Turf de Fabien Onteniente : le Grec
- 2013 : L'Écume des jours de Michel Gondry : Jules Gouffé
- 2013 : Les Gamins d'Anthony Marciano : Gilbert
- 2014 : Réalité de Quentin Dupieux : Jason
- 2017 : Valérian et la Cité des mille planètes de Luc Besson : Bob le pirate
- 2017 : Santa et Cie de lui-même : Santa, le Père Noël
- 2018 : Au poste ! de Quentin Dupieux : le cri de la victime
- 2019 : Play d'Anthony Marciano : le père de Max
- 2020 : #Jesuislà d'Éric Lartigau : Stéphane
- 2021 : Kaamelott : Premier Volet d'Alexandre Astier : le duc d'Aquitaine
- 2022 : Incroyable mais vrai de Quentin Dupieux : Alain
- 2022 : Fumer fait tousser de Quentin Dupieux : Chef Didier (voix)
- 2024 : L'Amour ouf de Gilles Lellouche : le père de Jackie
- 2025 : Kaamelott : Deuxième volet partie 1 d’Alexandre Astier : le Duc d'Aquitaine
- 2027 : High in the Clouds : Bigsby (voix)

##### Courts métrages
- 1992 : Pizza Blob de Nicolas Hourès : professeur Liégeois
- 1994 : One Night of Hypocrisy de Nicolas Hourès : Thomas

#### Télévision
- 1993 : La Classe américaine : Gorge Profonde (voix)
- 1998 : Ivre-mort pour la patrie : le général allemand
- 2006 : Avez-vous déjà vu..? : le narrateur, Poppi, Jean-Jean, l'homme invisible et voix diverses (série d'animation)
- 2007 : Kaamelott - Saison 5, épisodes 15, 16, 19 et 23 : le duc d'Aquitaine
- 2008 : Rien dans les poches (téléfilm) de Marion Vernoux : Rita
- 2011 : Le Grand Restaurant II (divertissement) de Gérard Pullicino : Alain l'échangiste
- 2024 : En place (série) de Jean-Pascal Zadi et François Uzan : François Colignon, l'ancien président de la république française

#### Vidéo
- 1999 : Bricol' Girls de lui-même : le rasta blanc

#### Doublage

##### Cinéma

###### Création de voix
- 2012 : L'Âge de glace 4 : La Dérive des continents : Silas (voix anglaise)[n 1]
- 2014 : Astérix : Le Domaine des dieux d'Alexandre Astier et Louis Clichy : le sénateur Prospectus
- 2022 : Le Petit Nicolas : Qu'est-ce qu'on attend pour être heureux ? d'Amandine Fredon et Benjamin Massoubre : René Goscinny
- 2025 : Astérix et Obélix : Le Combat des chefs (mini-série d’animation sur Netflix) de lui-même et Fabrice Joubert : Astérix[33], Agecanonix et l'arbitre Touinepix

###### Versions françaises
- 1998 : Excalibur, l'épée magique : Devon et Cornouailles[n 2], le dragon à deux têtes
- 2001 : Shrek : Shrek[n 3]
- 2002 : Shrek 3D : Shrek[n 3] (court-métrage)
- 2004 : Shrek 2 : Shrek[n 3]
- 2007 : Shrek le troisième : Shrek[n 3]
- 2010 : Shrek 4 : Il était une fin : Shrek[n 3]
- 2012 : L'Âge de glace 4 : La Dérive des continents : Silas[n 1]

##### Télévision
Versions françaises :
- 2007 : Joyeux Noël Shrek ! : Shrek[n 3] (TV Special d'animation de format court)
- 2010 : Shrek, fais-moi peur ! : Shrek[n 3] (TV Special d'animation de format court)

##### Vidéo
Création de voix :
- 1999 : Bricol' Girls de lui-même : voix off
- 2000 : Kitchendales de Chantal Lauby : la maman d'Enzo

### Réalisateur
- 1997 : Didier
- 1999 : Bricol' Girls (vidéo)
- 2002 : Astérix et Obélix : Mission Cléopâtre
- 2004 : RRRrrrr!!!
- 2012 : Sur la piste du Marsupilami
- 2017 : Santa et Cie
- 2025 : Astérix et Obélix : Le Combat des chefs (mini-série d’animation sur Netflix)[34] (coréalisée avec Fabrice Joubert)

### Scénariste / dialoguiste
- 1992 : Wayne's World de Penelope Spheeris (dialogues du doublage français - avec Dominique Farrugia)[réf. nécessaire]
- 1994 : La Cité de la peur d'Alain Berberian (coscénariste)
- 1997 : Didier de lui-même
- 1999 : Bricol' Girls (vidéo) de lui-même
- 2001 : Astérix et Obélix : Mission Cléopâtre de lui-même
- 2004 : RRRrrrr!!! de lui-même
- 2005 : Papa de Maurice Barthélémy (dialogues additionnels)
- 2006 : Prête-moi ta main (idée originale)
- 2009 : Le Petit Nicolas de Laurent Tirard (dialogues)
- 2010 : Bébés (idée originale)
- 2012 : Sur la piste du Marsupilami de lui-même
- 2017 : Santa et Cie de lui-même
- 2025 : Astérix et Obélix : Le Combat des chefs (mini-série d’animation sur Netflix) de lui-même et Fabrice Joubert (créateur, coscénariste et codialoguiste)

### Producteur / producteur délégué
- 1997 : Didier (coproducteur)
- 1999 : Bricol' Girls (vidéo) de lui-même
- 2000 : Authentiques (vidéo) de lui-même et Sear
- 2000 : Kitchendales (vidéo) de Chantal Lauby
- 2001 : Astérix et Obélix : Mission Cléopâtre de lui-même
- 2001-2002 : Burger Quiz (jeu télévisé)
- 2004 : RRRrrrr!!! de lui-même
- 2005 : Le Euj (jeu télévisé)[35]
- 2006 : Avez-vous déjà vu..? (série télévisée)
- 2006 : Prête-moi ta main d'Éric Lartigau
- 2007 : Garage Babes (vidéo) de Julien Pelgrand
- 2008 : La Personne aux deux personnes de Nicolas & Bruno
- 2008 : Un monde à nous de Frédéric Balekdjian
- 2008 : Rien dans les poches (téléfilm) de Marion Vernoux
- 2010 : Bébés de Thomas Balmès
- 2010 : Ensemble, c'est trop de Léa Fazer
- 2012 : Mille mots (A Thousand Words) de Brian Robbins
- 2012 : Sur la piste du Marsupilami de lui-même
- 2013 : Turf de Fabien Onteniente
- 2018-2020 : Burger Quiz (jeu télévisé - reprise)

## Émissions de télévision
- 1985 : 4C+ (Canal+) (avec Stéphane Sirkis)
- 1998-1999 : La Grosse Émission (en alternance avec d'autres animateurs)
- 2001-2002 : Burger Quiz (Canal+)
- 2018-2020 : Burger Quiz (TMC)
- 2022 : Le Late avec Alain Chabat (série de dix émissions diffusées sur TF1)

## Box-office en tant que réalisateur
| Film                                 | Année | Box-office France  | Box-Office Monde   |
| Didier                               | 1997  | 2 902 960 entrées  | 3 103 139 entrées  |
| Astérix & Obélix : Mission Cléopâtre | 2002  | 14 559 509 entrées | 24 772 452 entrées |
| RRRrrrr !!!                          | 2004  | 1 703 125 entrées  | 2 133 566 entrées  |
| Sur la piste du Marsupilami          | 2012  | 5 304 366 entrées  | 6 072 878 entrées  |
| Santa et Cie                         | 2017  | 1 980 904 entrées  |                    |
| Total                                | -     | 26 450 864 entrées | 36 082 035 entrées |

## Distinctions

### Récompenses
- César 1998 : meilleur premier film pour Didier
- NRJ Ciné Awards 2005 : meilleur doublage pour Shrek 2
- César 2025 : meilleur acteur dans un second rôle pour L'Amour ouf[43]

### Nominations
- César 1996 : meilleur acteur pour Gazon maudit
- César 1998 : meilleur acteur pour Didier
- César 2001 : meilleur acteur dans un second rôle pour Le Goût des autres
- Prix du cinéma européen 2001 : prix du public du meilleur acteur européen pour Astérix et Obélix : Mission Cléopâtre
- César 2007 : meilleur acteur pour Prête-moi ta main